# Comuna de Koźmin Wielkopolski
Koźmin Wielkopolski (polaco: Gmina Koźmin Wielkopolski) é uma gminy (comuna) na Polónia, na voivodia de Grande Polónia e no condado de Krotoszyński. A sede do condado é a cidade de Koźmin Wielkopolski.
De acordo com os censos de 2004, a comuna tem 13 854 habitantes, com uma densidade 90,7 hab/km².

## Área
Estende-se por uma área de 152,69 km², incluindo:
- área agricola: 88%
- área florestal: 6%

## Demografia
Dados de 30 de Junho 2004:
|                      | Total   | Total | Mulheres | Mulheres | Homens  | Homens |
| -------------------- | ------- | ----- | -------- | -------- | ------- | ------ |
|                      | pessoas | %     | pessoas  | %        | pessoas | %      |
| População            | 13 854  | 100   | 7053     | 50,9     | 6801    | 49,1   |
| Densidade (pop./km²) | 90,7    | 100   | 46,2     | 46,2     | 44,5    | 44,5   |

De acordo com dados de 2002, o rendimento médio per capita ascendia a 1146,06 zł.

## Subdivisões
- Borzęcice, Biały Dwór, Borzęciczki, Cegielnia, Czarny Sad, Dębiogóra, Gałązki, Gościejew, Góreczki, Józefów, Kaniew, Lipowiec, Mokronos, Nowa Obra, Orla, Pogorzałki Wielkie, Sapieżyn, Serafinów, Skałów, Staniew, Stara Obra, Suśnia, Szymanów, Tatary, Walerianów, Wałków, Wrotków, Wyrębin.

## Comunas vizinhas
- Borek Wielkopolski, Dobrzyca, Jaraczewo, Jarocin, Krotoszyn, Pogorzela, Rozdrażew